# Дегенеративна музика
Дегенеративна музика е термин, по време на управлението на националсоциалистите в Германия, символ на модернистичната музика, противоречаща на идеологическите принципи на националсоциализма.
Тъй като националсоциализма в Германия се счита не само за политическо, но и за културно движение на германския народ, неговите лидери представят неприемливи и културни традиции на толерантност и плурализъм, често срещани в страната през периода на Ваймарската република.
Композитори, които пишат съвременна музика, са сочени като представители на „дегенеративната музика“ (по аналогия с дегенеративното изкуство). На първо място това са неарийците (т.е. евреите) по произход - Арнолд Шьонберг, Ханс Айслер, Франц Шрекер, Ернст Кренек, Ервин Шулхоф, Курт Вайл, Ернст Тох. Категорията „дегенеративна музика“ включва произведения на няколко други композитори, включително Игор Стравински, Паул Хиндемит, Антон Веберн и починалият Албан Берг.
Като част от имперските дни на музиката в Дюселдорф през 1938 г., е проведена изложба на „изродена музика“. Срещу англо-американската музикална диктовка - преди всичко в областта на джаза. По-късно това е изложено във Ваймар, Мюнхен и Виена. Плакати с присмех показват негър саксофонист, пуфтящ в своя инструмент, с еврейска шестолъчна звезда на костюма си.